# District de Brive
Le district de Brive est une ancienne division territoriale française du département de la Corrèze de 1790 à 1795.
Il était composé des cantons de Brive, Allassat, Ayen, Beaulieu, Beynat, Curemonte, Donzenac, Larche, Meissac et Turenne.